# Městský blok

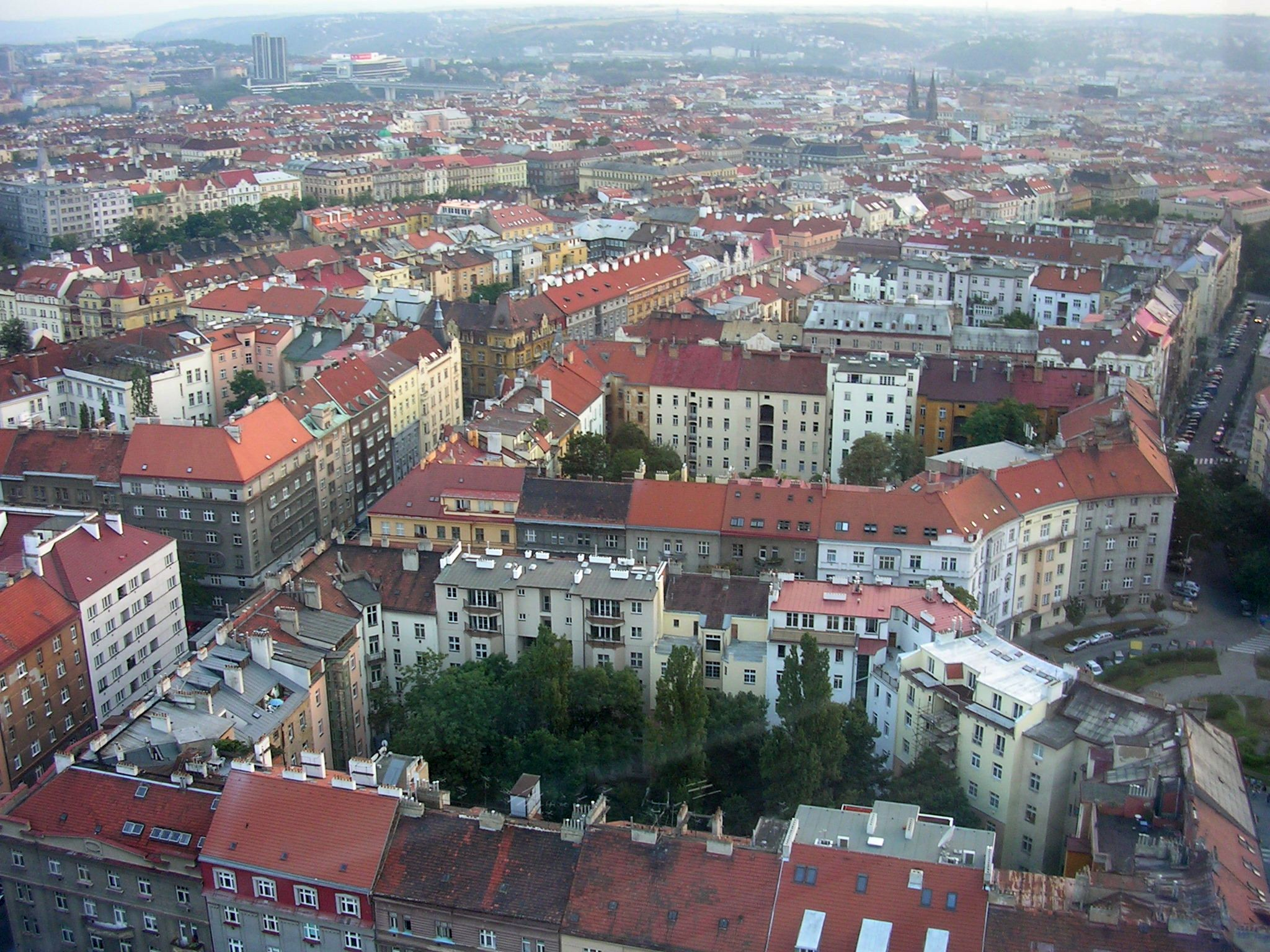
Pohled na blokovou zástavbu pražských Vinohrad z rozhledny Žižkovského vysílače

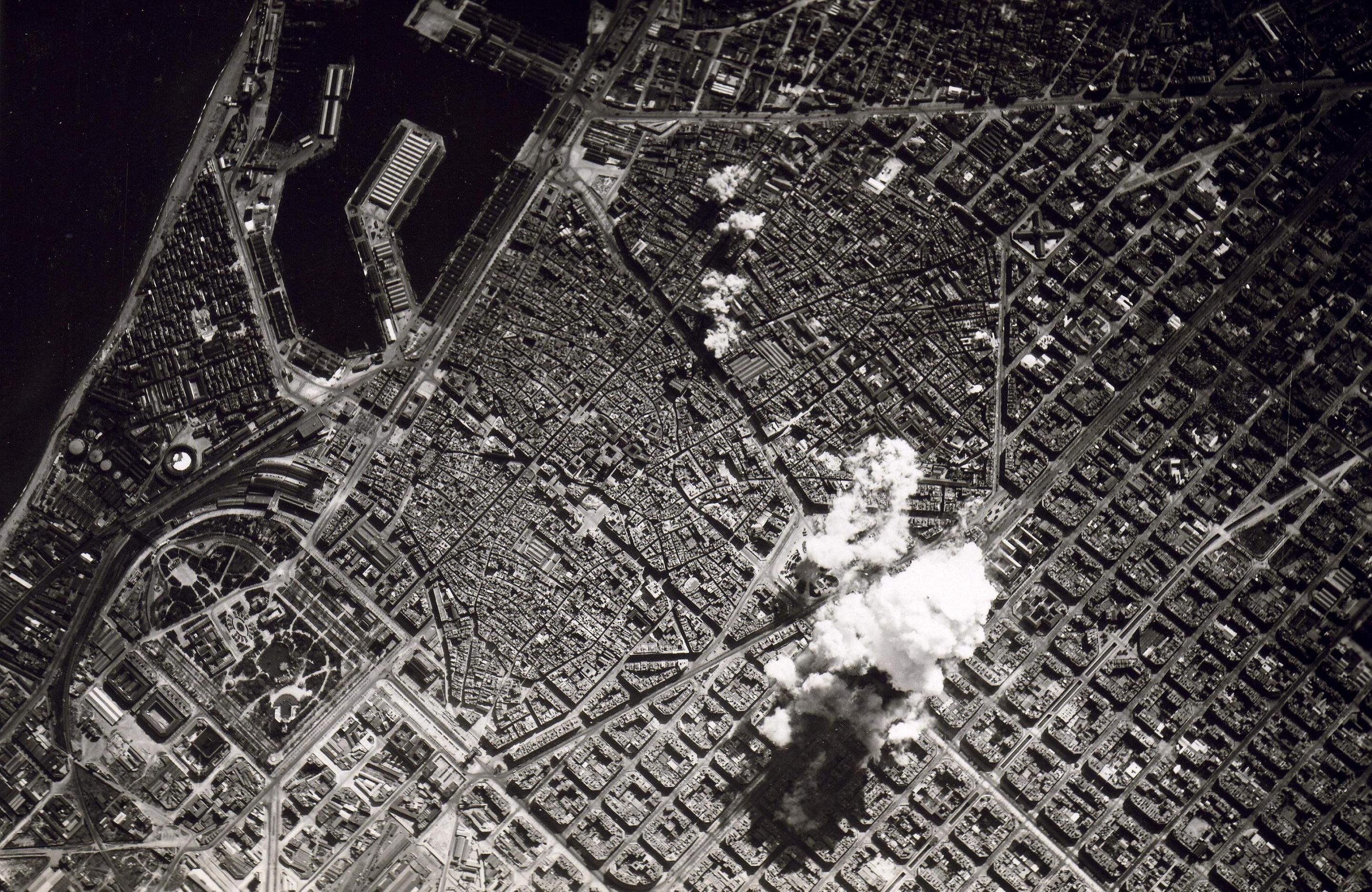
Ptačí pohled na urbánní struktury Barcelony a jejich městských bloků. Část je jich nepravidelných – historických, část moderních – pravidelných

Městský či urbánní blok (nebo jen blok) je soubor pozemků, který představuje základní jednotku městské struktury a je ohraničen veřejným prostorem – ulicemi. Více bloků dohromady tvoří čtvrti nebo okrsky, které jsou zásadní pro urbanismus většiny světových měst i obcí. Tvar bloku je dán uspořádáním městských komunikací i přírodními podmínkami jako koryto řeky nebo hornatost. Historická města a čtvrti mají bloky často nepravidelné, u moderních měst bývají urbánní bloky pravidelnější až pravoúhlé.
V případě bloků složených z městských vícepatrových domů uvnitř vzniká vnitroblok.
Bloky tvoří blokovou zástavbu. Proporce veřejného prostoru blokové zástavby staršího typu se pohybuje kolem 25–30 %, u novějšího typu bloků kolem 30–40 %.

## Historie
Urbánní bloky se začaly vytvářet ve středověkých vesnicích, kdy došlo k zahuštění domů kolem komunikací. Ty vytvořily uzavřenou strukturu a vznikl tak blok. Při nárůstu obyvatel a zahušťování došlo k výstavbě větších domů, které vytvořily plnohodnotný městský blok. Parcely v bloku byly užší, což je dáno jeho hloubkou i rozpětím dřevěných trámů, který se pohybuje kolem sedmi metrů.
V 18. až 19. století došlo k spojení a tedy rozšíření parcel a zvyšování domův blocích. Vznikaly také úplně nové plánované blokové čtvrti.

### Opuštění konceptu bloků
V 20. století se v důsledku rozhodnutí Athénské charty a z důvodů hygienických přestala tradiční souvislá bloková zástavba u nových objektů a čtvrtí realizovat. Nahradila je například řádková zástavba a solitérní zástavba sídlišť ve volné krajině. To přineslo více veřejného prostoru, ale i problémy s automobilovou dopravou, oddělení funkcí a ztrátu tradičního městského prostoru.

### Návrat městských bloků
V postmoderně a v 21. století v některých případech opět začíná vznikat tradiční bloková zástavba. Sídla tak opět získávají lidské měřítko, ulice, parky a polosoukromé vnitrobloky. Nová výstavba se díky regulacím, moderním technologiím i novým praktikám vyvarovává neduhů, kvůli kterým modernisté 20. století od městské blokové zástavby upustili. Přiměřená hustota bloků vytváří dobré podmínky pro vznik maloobchodních prostor, veřejné dopravy, parků a další občanské infrastruktury, která v řídkých sídlištích chyběla. Služby i práce se tak může pomalu vracet do bližší vzdálenosti a snižuje se potřeba dopravy. Městské bloky tak zapadají do konceptu města krátkých vzdáleností či nového urbanismu.